# 大分カード
株式会社 大分カード（おおいたカード、Oita card Inc.）は、大分銀行の関連企業のクレジットカード事業者である。
株式会社ジェーシービーのフランチャイジーとして、クレジットカード「JCBカード」を発行している。
カード会員数は101,123人、加盟店数7,608店（2017年3月末現在）。2017年3月期の売上高は23,139百万円で、大分県内の企業で21位に位置する。